# Madame Victor Verdier
'Madame Victor Verdier' est un cultivar de rosier hybride remontant obtenu en 1863 par le rosiériste Verdier fils,. Il est issu d'un semis 'Sénateur Vaïsse'. Cette rose est nommée en l'honneur de la mère de l'obtenteur, épouse du fameux horticulteur parisien Victor Verdier. Cette rose suscita un engouement considérable dans toute l'Europe de la seconde moitié du XIXe siècle, puis de la Belle Époque. 

## Description
Ce rosier présente un port érigé d'une hauteur de 150 cm et d'une largeur de 120 cm. L'arbuste est vigoureux, divergent et pourvu de rares aiguillons rougeâtres. Ses feuilles vert sombre présentent 3 à 5 folioles terminées en pointe. Ses roses doubles (17-25 pétales) en forme de grande coupe pleine sont d'un rouge cerise bien soutenu, évoluant vers le carmin. Elles mesurent de 7 à 8 cm de diamètre (parfois 9 cm) et sont légèrement parfumées. Leur calice est pyriforme presque arrondi, leur pédoncule, court et mince.
Sa remontée d'automne est abondante et elle résiste bien au froid, sa zone de rusticité étant de 6b à 9b.
Cette rose ancienne est toujours prisée aujourd'hui grâce à sa couleur rouge vif remarquablement brillante, à sa vigueur, et à son allure.

## Histoire

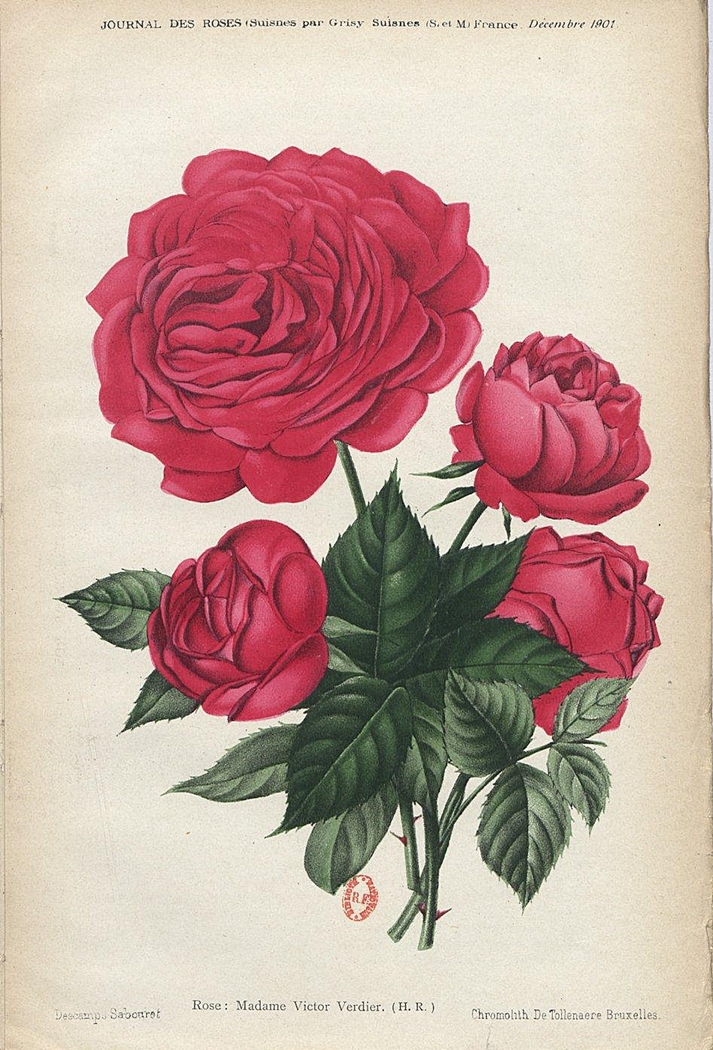
'Madame Victor Verdier' ill. in Journal des roses.

Ce rosier occupe une place particulière dans l'histoire de la culture de la rose, car c'est grâce à lui qu'a été obtenu, par un croisement avec la rose thé 'Madame Bravy' (ou 'Madame Falcot'), le premier hybride de thé au monde. Il s'agit de 'la France', cultivar créé par Jean-Baptiste Guillot en 1867. Ces nouveaux rosiers associent alors la floraison remontante et abondante des hybrides remontants (ou hybrides perpétuels) due à leur héritage de Rosa chinensis et l'élégance d'une rose aux grands pétales légèrement allongés qui en font toute la beauté, ainsi qu'un feuillage dense, caractères hérités des rosiers thé.

## Descendance
'Madame Victor Verdier' a donné notamment naissance à la variété 'Souvenir de Spa' (Gautreau, 1873); ainsi qu'à la variété 'Michael Saunders' (hybride de thé, Bennett, 1879), par croisement avec 'President' (rosier thé, Paul, 1860).